# Frederic Carles de Schleswig-Holstein-Sonderburg-Beck
Frederic Carles de Schleswig-Holstein-Sonderburg-Beck (en alemany Friedrich Karl Ludwig von Schleswig-Holstein-Sonderburg-Beck) va néixer a Königsberg (Prússia) el 20 d'agost de 1757 i va morir a la residència de Wellingsbüttel (Hamburg) el 24 d'abril de 1816. Era fill del príncep  Carles Anton (1727-1759) i de la comtessa Frederica de Dohna-Schlobitten (1738-1786). Era un príncep d'una branca menor de la Casa d'Oldenburg, emparentada amb els reis de Dinamarca, i va ser duc de Schleswig-Holstein-Sonderbourg-Beck de 1759 a 1816.

## Matrimoni i fills
El 8 de març de 1780 es va casar a Kaliningrad amb la comtessa Frederica de Schlieben (1757-1827), filla del comte Leopold Carles de Schlieben (1723-1788) i de Maria Elionor de Lehndorff (1723-1800). El matrimoni va tenir tres fills:
- Frederica (1780-1862), casada amb Samuel von Richthofen (1769-1808).
- Lluïsa (1783-1803), casada amb Frederic Ferran d'Anhalt-Köthen (1769-1830).
- Frederic Guillem (1785-1831), casat amb Lluïsa Carolina de Hessen-Kassel, pare del rei Cristià IX de Dinamarca.